# Дихромат аммония
Дихромат аммония — неорганическое химическое вещество, соль аммония и дихромовой кислоты с формулой (NH4)2Cr2O7,  кристаллическое вещество оранжево-красного цвета, хорошо растворимое в воде.

## Получение
Дихромат аммония получают взаимодействием оксида хрома(VI) с разбавленным раствором аммиака:
{\displaystyle {\mathsf {2CrO_{3}+2[NH_{3}\cdot H_{2}O]\ \xrightarrow {\ } \ (NH_{4})_{2}Cr_{2}O_{7}+H_{2}O}}}

## Физические свойства
Оранжево-красные кристаллы принадлежат к моноклинной сингонии, пространственная группа C 2/c, параметры ячейки a = 1,327 нм, b = 0,754 нм, c = 0,778 нм, β = 93,70°, Z = 4.
Плотность 2,15 г/см³. Растворяется в воде и этаноле, не растворяется в ацетоне.

## Химические свойства
- В водных растворах дихромат аммония подвергается гидролизу (по катиону) и незначительной гидратации аниона:

{\displaystyle {\mathsf {NH_{4}^{+}+H_{2}O\ \rightleftarrows \ NH_{3}\cdot H_{2}O+H^{+}}}}
{\displaystyle {\mathsf {Cr_{2}O_{7}^{2-}+H_{2}O\ \rightleftarrows \ 2\ HCrO_{4}^{-}\ \rightleftarrows \ 2\ CrO_{4}^{2-}+2\ H^{+}}}}
- Очень зрелищная самоподдерживаемая экзотермическая реакция разложения дихромата аммония — «вулкан Бёттгера»:

{\displaystyle {\mathsf {(NH_{4})_{2}Cr_{2}O_{7}\ {\xrightarrow {\ }}\ Cr_{2}O_{3}+N_{2}\uparrow +4\ H_{2}O}}}
- Сухой дихромат аммония взаимодействует с концентрированными растворами галогеноводородов:

{\displaystyle {\mathsf {(NH_{4})_{2}Cr_{2}O_{7}+14\ HCl\ {\xrightarrow {\ }}\ 2\ CrCl_{3}+3\ Cl_{2}\uparrow +2\ NH_{4}Cl+7\ H_{2}O}}}
- Щёлочи переводят дихромат в хромат:

{\displaystyle {\mathsf {(NH_{4})_{2}Cr_{2}O_{7}+2\ NaOH\ {\xrightarrow {\ }}\ Na_{2}CrO_{4}+(NH_{4})_{2}CrO_{4}+H_{2}O}}}

## Применение
Применяются в металлообрабатывающей, кожевенной, текстильной, химической, лакокрасочной, фармацевтической, керамической, спичечной промышленности.

## Опасность

### Биологическая опасность
См. также Chromium toxicity
Как и многие другие соединения шестивалентного хрома, дихромат аммония является высокотоксичной (очень ядовитой), канцерогенной, аллергенной солью. Генотоксичен, мутаген.. Вдыхание пыли приводит к онкологическим заболеваниям. Раздражает кожу и дыхательные пути, оказывает разъедающее действие на глаза. При попадании в ЖКТ или легкие всасывается в организм и может оказывать действие на почки и печень, приводя к поражению почек при длительном воздействии. Длительное вдыхание может вызвать астму. Смертельная доза (LD50) при попадании через ЖКТ для крыс составляет от 20 до 250 мг/кг живого веса.
В России для всех солей дихромовой кислоты класс опасности 1 (чрезвычайно опасные вещества) согласно ГОСТ 12.1.007-76, максимальная разовая концентрация ПДК в воздухе рабочей зоны составляет 10 мкг/м3 (1998 год). В США предельный пороговый уровень однократного воздействия составляет 50 мкг/м³ воздуха (ACGIH, 2000 год). Средневзвешенная концентрация за 8-часовой рабочий день в воздухе не более 0,5 мкг/м3 (OSHA, 2006 год). В ЕС все соединения шестивалентного хрома подпадают под директиву RoHS. Для питьевой воды и пищи ВОЗ рекомендует максимальное содержание шестивалентного хрома не более 50 мкг/кг.
Вещество очень токсично для водных организмов, вызывает долговременные изменения в водной экосистеме. Накапливается в живых организмах.
Вследствие чрезвычайно высокой токсичности солей шестивалентного хрома демонстрация зрелищного опыта «вулкан Бёттгера» запрещена в школах многих стран.

### Химическая опасность
При нагревании в герметичных контейнерах взрывоопасен. В США в январе 1986 года двое рабочих погибли и 14 пострадали при взрыве 900 килограммов вещества во время сушки.

### Пожарная опасность
Горюч, самовоспламеняется при 225°С. Является окислителем, реагирует с горючими материалами, воспламеняя их.